# Награды чемпионата мира по футболу

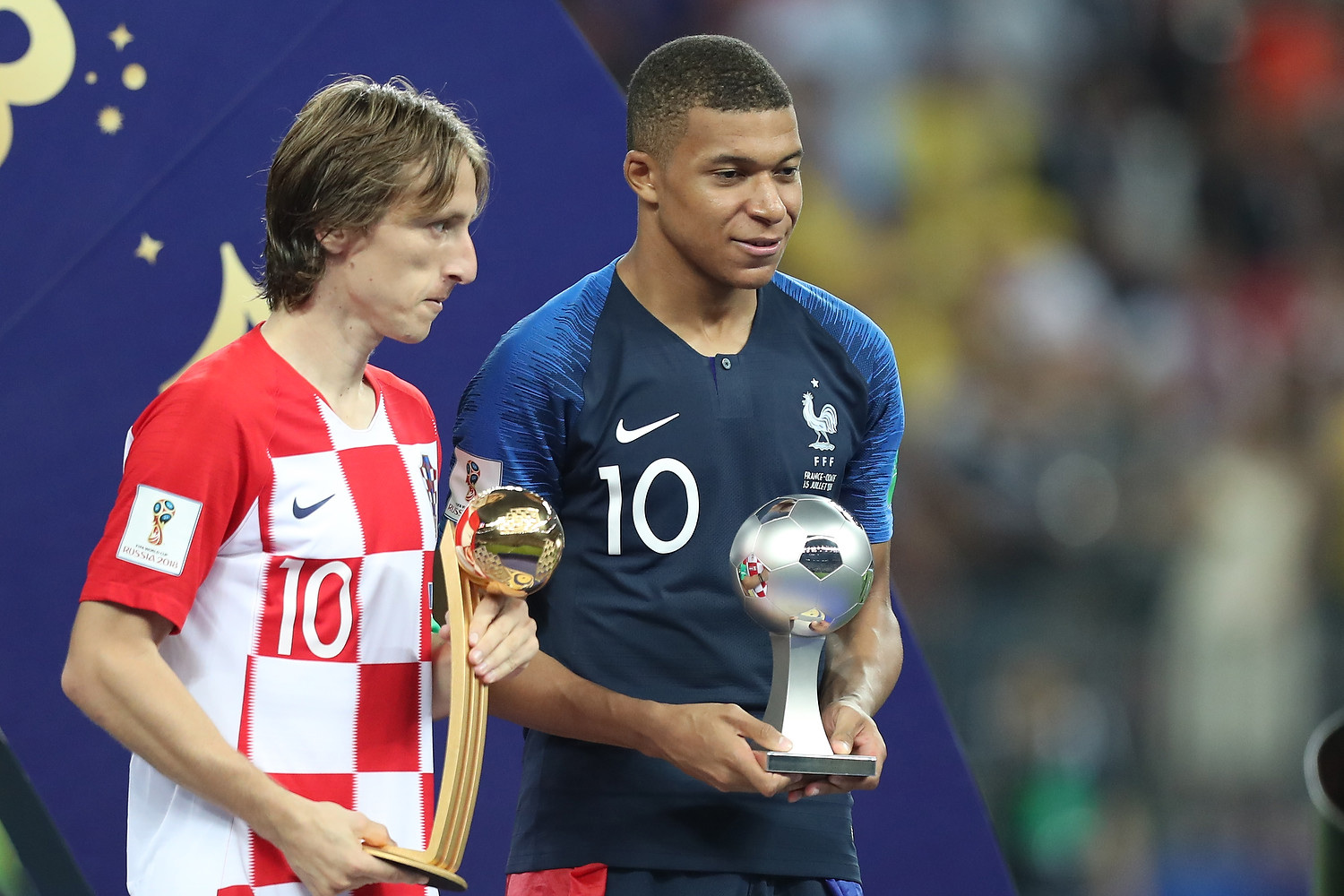
Килиан Мбаппе и Лука Модрич получают награду за лучшего молодого игрока и лучшего игрока на Чемпионате мира по футболу 2018 года

По окончании каждого чемпионата мира по футболу футболистам и командам от ФИФА вручаются индивидуальные награды, оценивающие определённые аспекты их игры.

## Список наград
Платиновая медаль
- «Золотой мяч» — приз лучшему игроку чемпионата мира.
- «Золотая бутса» — лучшему бомбардиру турнира.
- «Золотая перчатка» или «adidas Golden Glove» («Золотая перчатка adidas») (с 2006 года) — награда лучшему вратарю чемпионата мира (ранее Приз Льва Яшина (до 2006 года)).
- Лучший молодой игрок — приз лучшему футболисту до 21 года на первенстве.
- Приз «Честной игры» — награда команде, продемонстрировавшей на мировом первенстве лучшие аспекты Fair Play.
- Приз самой интересной команде — вручается команде, наиболее заинтересовавшей зрителей.
- Сборная «всех звёзд» — символическая сборная, составляемая из лучших игроков чемпионата мира.

### Золотой мяч
«Золотой мяч» — приз, вручаемый лучшему игроку чемпионата мира. Накануне финала специальная комиссия ФИФА составляет список лучших игроков, из него представители аккредитованных СМИ выбирают лучшего футболиста. Победитель получает «Золотой мяч»; занявшие второе и третье место получают «Серебряный» и «Бронзовый мяч» соответственно.
| Чемпионат | Золотой мяч     | Серебряный мяч    | Бронзовый мяч         |
| --------- | --------------- | ----------------- | --------------------- |
| ЧМ-1930   | Хосе Насасси    | Гильермо Стабиле  | Хосе Андраде          |
| ЧМ-1934   | Джузеппе Меацца | Маттиас Синделар  | Олдржих Неедлы        |
| ЧМ-1938   | Леонидас        | Сильвио Пиола     | Дьёрдь Шароши         |
| ЧМ-1950   | Зизиньо         | Хуан Скьяффино    | Адемир                |
| ЧМ-1954   | Ференц Пушкаш   | Шандор Кочиш      | Фриц Вальтер          |
| ЧМ-1958   | Диди            | Пеле              | Жюст Фонтен           |
| ЧМ-1962   | Гарринча        | Йозеф Масопуст    | Леонель Санчес        |
| ЧМ-1966   | Бобби Чарльтон  | Бобби Мур         | Эйсебио               |
| ЧМ-1970   | Пеле            | Вольфганг Оверат  | Карлос Алберто Торрес |
| ЧМ-1974   | Йохан Кройф     | Франц Беккенбауэр | Казимеж Дейна         |
| ЧМ-1978   | Марио Кемпес    | Паоло Росси       | Дирсеу                |

Вышеприведённый список, возможно, неточен и нуждается в ссылках. Официальный сайт ФИФА перечисляет лучших игроков только начиная с 1982 года, хотя в источниках об отдельных футболистах есть упоминания об их наградах теми или иными «мячами» (см. Фриц Вальтер и т. д.).
| Чемпионат                      | Золотой мяч         | Серебряный мяч  | Бронзовый мяч         |
| ------------------------------ | ------------------- | --------------- | --------------------- |
| 1982 Испания                   | Паоло Росси         | Фалькао         | Карл-Хайнц Румменигге |
| 1986 Мексика                   | Диего Марадона      | Тони Шумахер    | Пребен Элькьер-Ларсен |
| 1990 Италия                    | Сальваторе Скиллачи | Лотар Маттеус   | Диего Марадона        |
| 1994 США                       | Ромарио             | Роберто Баджо   | Христо Стоичков       |
| 1998 Франция                   | Роналдо             | Давор Шукер     | Лилиан Тюрам          |
| 2002 Япония / Республика Корея | Оливер Кан          | Роналдо         | Хон Мён Бо            |
| 2006 Германия                  | Зинедин Зидан       | Фабио Каннаваро | Андреа Пирло          |
| 2010 ЮАР                       | Диего Форлан        | Уэсли Снейдер   | Давид Вилья           |
| 2014 Бразилия                  | Лионель Месси       | Томас Мюллер    | Арьен Роббен          |
| 2018 Россия                    | Лука Модрич         | Эден Азар       | Антуан Гризманн       |
| 2022 Катар                     | Лионель Месси (2)   | Килиан Мбаппе   | Лука Модрич           |

### Золотая бутса
«Золотая бутса» — награда, вручаемая лучшему бомбардиру (автору наибольшего количества мячей) чемпионата мира. При равенстве показателей приз вручается игроку, сделавшему наибольшее количество голевых передач в сравнении с конкурентами. Если и эти показатели равны, то приоритет отдаётся футболисту, проведшему меньшее количество минут на поле, чем другие соискатели приза.
| Чемпионат | Золотая бутса                                                               | Голы | Серебряная бутса                             | Голы | Бронзовая бутса | Голы |
| --------- | --------------------------------------------------------------------------- | ---- | -------------------------------------------- | ---- | --- | ---- |
| ЧМ-1930   | Гильермо Стабиле                                                            | 8    | Педро Сеа                                    | 5    | Берт Пэтноуд Гильермо Субиабре                                                                                                | 4    |
| ЧМ-1934   | Олдржих Неедлы                                                              | 5(1) | Эдмунд Конен Анджело Скьявио                 | 4    | Леопольд Кильхольц Раймундо Орси                                                                                              | 3    |
| ЧМ-1938   | Леонидас                                                                    | 7(2) | Дьюла Женгеллер                              | 6    | Сильвио Пиола Дьёрдь Шароши                                                                                                   | 5    |
| ЧМ-1950   | Адемир                                                                      | 9(3) | Эстанислао Басора Оскар Мигес                | 5    | Шико Тельмо Сарра Альсидес Гиджа                                                                                              | 4    |
| ЧМ-1954   | Шандор Кочиш                                                                | 11   | Йозеф Хюги Макс Морлок Эрих Пробст           | 6    | Робер Балламан Карлос Борхес Нандор Хидегкути Ференц Пушкаш Хельмут Ран Ханс Шефер Оттмар Вальтер                             | 4    |
| ЧМ-1958   | Жюст Фонтен                                                                 | 13   | Пеле Хельмут Ран                             | 6    | Вава Питер Макпарланд | 5    |
| ЧМ-1962   | Гарринча Вава Леонель Санчес Дражан Еркович Валентин Иванов Флориан Альберт | 4    | Амарилдо Адольф Шерер Лайош Тихи Милан Галич | 3    | Хайме Рамирес Эладио Рохас Хорхе Торо Рон Флауэрс Уве Зеелер Джакомо Бульгарелли Игорь Численко Виктор Понедельник Хосе Сасия | 2    |
| ЧМ-1966   | Эусебио                                                                     | 9    | Хельмут Халлер                               | 6    | Франц Беккенбауэр Ференц Бене Джеффри Херст Валерий Поркуян                                                                   | 4    |
| ЧМ-1970   | Герд Мюллер                                                                 | 10   | Жаирзиньо                                    | 7    | Теофило Кубильяс | 5    |
| ЧМ-1974   | Гжегож Лято                                                                 | 7    | Йохан Неескенс Анджей Шармах                 | 5    | Ральф Эдстрём Герд Мюллер Джонни Реп                                                                                          | 4    |
| ЧМ-1978   | Марио Кемпес                                                                | 6    | Теофило Кубильяс Роб Ренсебринк              | 5    | Ханс Кранкль Леопольдо Луке                                                                                                   | 4    |

С 1982 года лучшему бомбардиру стал присуждаться приз «Золотая бутса». Названный из-за сотрудничества с фирмой Adidas «Золотая бутса adidas».
| Чемпионат | Золотая бутса                   | Голы | Серебряная бутса                                       | Голы  | Бронзовая бутса                                                         | Голы  |
| --------- | ------------------------------- | ---- | ------------------------------------------------------ | ----- | ----------------------------------------------------------------------- | ----- |
| ЧМ-1982   | Паоло Росси                     | 6    | Карл-Хайнц Румменигге                                  | 5     | Зико Збигнев Бонек                                                      | 4     |
| ЧМ-1986   | Гари Линекер                    | 6    | Диего Марадона Карека Эмилио Бутрагеньо                | 5     | Хорхе Вальдано Пребен Элькер-Ларсен Алессандро Альтобелли Игорь Беланов | 4     |
| ЧМ-1990   | Сальваторе Скиллачи             | 6    | Томаш Скугравый                                        | 5     | Роже Милла Гари Линекер Лотар Маттеус Мичел                             | 4     |
| ЧМ-1994   | Христо Стоичков Олег Саленко(4) | 6    | Ромарио Юрген Клинсманн Роберто Баджо Кеннет Андерссон | 5     | Габриэль Батистута Флорин Рэдучою Мартин Далин                          | 4     |
| ЧМ-1998   | Давор Шукер                     | 6    | Габриэль Батистута Кристиан Вьери                      | 5     | Роналдо Марсело Салас Луис Эрнандес                                     | 4     |
| ЧМ-2002   | Роналдо                         | 8(5) | Ривалдо Мирослав Клозе                                 | 5     | Йон-Даль Томассон Кристиан Вьери                                        | 4     |
| ЧМ-2006   | Мирослав Клозе                  | 5    | Эрнан Креспо                                           | 3     | Роналдо                                                                 | 3     |
| ЧМ-2010   | Томас Мюллер                    | 5(6) | Давид Вилья                                            | 5     | Уэсли Снейдер                                                           | 5     |
| ЧМ-2014   | Хамес Родригес                  | 6    | Томас Мюллер                                           | 5     | Лионель Месси Неймар Робин Ван Перси                                    | 4     |
| ЧМ-2018   | Гарри Кейн                      | 6    | Антуан Гризманн                                        | 4 (7) | Ромелу Лукаку                                                           | 4 (7) |
| ЧМ-2022   | Килиан Мбаппе                   | 8    | Лионель Месси                                          | 7     | Оливье Жиру                                                             | 4     |

1 Первоначально ФИФА приписывало Неедлы только 4 гола, однако в ноябре 2006 года пересмотрело этот показатель в сторону 5 голов
2 Первоначально ФИФА приписывало Леонидасу 8 голов, но в ноябре 2006 года пересмотрела его статистику, отменив 1 гол в 1/4 финала с Чехословакией
3 Первоначально Адемиру приписывали 6 голов. Однако это количество было увеличено на 2 гола: Адемиру засчитали мячи, забитые в матче со сборной Испании, которые первоначально были записаны как автогол защитника испанцев Парры и мяч, забитый Жаиром
4 Саленко стал единственным лучшим бомбардиром, который играл за команду, выбывшую после первого раунда турнира. При этом все 6 мячей были единственными его голами, забитыми в официальных матчах за национальные сборные
5 После матча с Коста-Рикой Роналдо подал протест по поводу авторства мяча. Протест был удовлетворён и мяч в этой игре засчитали на счёт бразильца
6 Мюллер, Вилья, Снейдер и Форлан забили одинаковое количество мячей. Но «Золотая бутса» была отдана Мюллеру, сделавшему 3 голевые передачи
7 Гризманн, Лукаку, Черышев, Роналду и Мбаппе забили одинаковое количество мячей, однако «Серебряная бутса» была отдана Гризманну, сделавшему 2 голевые передачи, а Лукаку, получивший «Бронзовую бутсу» отличился одним ассистом

### Золотые перчатки
Приз «Золотые перчатки» — награда, вручаемая лучшему вратарю турнира. До 2010 года приз носил имя советского вратаря Льва Яшина. Лауреат награды выбирается специальной комиссией ФИФА по итогам их вратарской «работы» на турнире. Несмотря на то, что вратари имеют собственную награду, они также остаются претендентами на Золотой мяч. Единственным обладателем двух этих призов стал Оливер Кан в 2002 году.
| Турнир  | Вратарь             |
| ------- | ------------------- |
| ЧМ-1930 | Энрике Бальестерос  |
| ЧМ-1934 | Рикардо Самора      |
| ЧМ-1938 | Франтишек Планичка  |
| ЧМ-1950 | Роке Гастон Масполи |
| ЧМ-1954 | Дьюла Грошич        |
| ЧМ-1958 | Гарри Грегг         |
| ЧМ-1962 | Вильям Шройф        |
| ЧМ-1966 | Гордон Бэнкс        |
| ЧМ-1970 | Ладислао Мазуркевич |
| ЧМ-1974 | Ян Томашевский      |
| ЧМ-1978 | Убальдо Фильоль     |
| ЧМ-1982 | Дино Дзофф          |
| ЧМ-1986 | Харальд Шумахер     |
| ЧМ-1990 | Серхио Гойкочеа     |

Приз Льва Яшина начал вручаться с 1994 года.
| Турнир  | Вратарь           |
| ------- | ----------------- |
| ЧМ-1994 | Мишель Прюдомм    |
| ЧМ-1998 | Фабьен Бартез     |
| ЧМ-2002 | Оливер Кан        |
| ЧМ-2006 | Джанлуиджи Буффон |

В 2010 году награда была переименована в «Золотая перчатка».
| Турнир  | Вратарь           |
| ------- | ----------------- |
| ЧМ-2010 | Икер Касильяс     |
| ЧМ-2014 | Мануэль Нойер     |
| ЧМ-2018 | Тибо Куртуа       |
| ЧМ-2022 | Эмилиано Мартинес |

### Лучший молодой игрок
Награда «лучшему молодому игроку» впервые появилась в 2006 году. Первым лауреатом стал Лукас Подольски. Награда присуждается лучшему игроку в возрасте до 21 года включительно. Выбор игрока осуществляется специальной комиссией ФИФА.
ФИФА организовала голосование на официальном сайте, в котором выбирался лучший игрок чемпионатов с 1958 по 2002 год. Победителем стал Пеле, который опередил занявшего второе место Теофило Кубильяса и Майкла Оуэна.
| Чемпионат | Игрок             | Возраст |
| --------- | ----------------- | ------- |
| ЧМ-1958   | Пеле              | 17      |
| ЧМ-1962   | Флориан Альберт   | 20      |
| ЧМ-1966   | Франц Беккенбауэр | 20      |
| ЧМ-1970   | Теофило Кубильяс  | 21      |
| ЧМ-1974   | Владислав Жмуда   | 20      |
| ЧМ-1978   | Антонио Кабрини   | 20      |
| ЧМ-1982   | Мануэль Аморос    | 20      |
| ЧМ-1986   | Энцо Шифо         | 20      |
| ЧМ-1990   | Роберт Просинечки | 21      |
| ЧМ-1994   | Марк Овермарс     | 21      |
| ЧМ-1998   | Майкл Оуэн        | 18      |
| ЧМ-2002   | Лэндон Донован    | 20      |

Обладатели награды лучшему молодому игроку.
| Чемпионат | Игрок           | Возраст |
| --------- | --------------- | ------- |
| ЧМ-2006   | Лукас Подольски | 21      |
| ЧМ-2010   | Томас Мюллер    | 20      |
| ЧМ-2014   | Поль Погба      | 21      |
| ЧМ-2018   | Килиан Мбаппе   | 19      |
| ЧМ-2022   | Энцо Фернандес  | 21      |

### Премия честной игры
Премия честной игры — награда команде, продемонстрировавшей на мировом первенстве лучшие аспекты Fair Play. В качестве кандидатов рассматриваются команды, прошедший второй этап финальной части чемпионата мира. Всем членам победившей делегации вручается медаль честной игры, почётная грамота и футбольное оборудование ценой в 50 тыс. долларов.
Первоначально награда представляла собой памятное свидетельство. Но начиная с 1982 года победителю вручался специальный позолоченный трофей, созданный компанией «Спорт Билли». С 1998 года трофей стал представлять собой просто статуэтку с изображением футболиста. Первой командой-победителем стала сборная Перу в 1970 году.
| Чемпионат | Победитель       |
| --------- | ---------------- |
| ЧМ-1970   | Перу             |
| ЧМ-1978   | Аргентина        |
| ЧМ-1982   | Бразилия         |
| ЧМ-1986   | Бразилия         |
| ЧМ-1990   | Англия           |
| ЧМ-1994   | Бразилия         |
| ЧМ-1998   | Англия Франция   |
| ЧМ-2002   | Бельгия          |
| ЧМ-2006   | Бразилия Испания |
| ЧМ-2010   | Испания          |
| ЧМ-2014   | Колумбия         |
| ЧМ-2018   | Испания          |
| ЧМ-2022   | Англия           |

### Самая интересная команда
Приз «самой интересной команде» вручается сборной, вызвавшей самый большой интерес у зрителей своей игрой.
| Чемпионат | Победитель       |
| --------- | ---------------- |
| ЧМ-1994   | Бразилия         |
| ЧМ-1998   | Франция          |
| ЧМ-2002   | Республика Корея |
| ЧМ-2006   | Португалия       |
| ЧМ-2010   | Германия         |
| ЧМ-2014   | Колумбия         |
| ЧМ-2018   | Бельгия          |
| ЧМ-2022   | Бразилия         |

### Сборная всех звёзд
Сборная «всех звёзд» — символическая команда, составленная из лучших игроков чемпионата мира. Сейчас сборная носит название с добавкой текущего спонсора MasterCard. Первоначально сборная состояла из 11 футболистов, затем её расширили до 16 игроков. В 2006 году сборная была расширена до 23 игроков. В 2010 году ФИФА решила не публиковать символическую сборную лучших игроков турнира.
| Чемпионат | Вратари                               | Защитники                                                                                             | Полузащитники                                                                                        | Нападающий                                                                  |
| --------- | ------------------------------------- | --- | --- | --------------------------------------------------------------------------- |
| ЧМ-1930   | Энрике Бальестерос                    | Хосе Насасси Милутин Ивкович                                                                          | Луис Монти Альваро Хестидо Хосе Андраде                                                              | Педро Сеа Эктор Кастро Эктор Скароне Гильермо Стабиле Берт Пэтноуд          |
| ЧМ-1934   | Рикардо Самора                        | Хасинто Кинкосес Эральдо Монцельо                                                                     | Луис Монти Аттилио Феррарис Леонардо Силауррен                                                       | Джузеппе Меацца Раймундо Орси Энрике Гуайта Маттиас Синделар Олдржих Неедлы |
| ЧМ-1938   | Франтишек Планичка                    | Пьетро Рава Альфредо Фони Домингос да Гия                                                             | Микеле Андреоло Уго Локателли                                                                        | Сильвио Пиола Джино Колаусси Дьёрдь Шароши Дьюла Женгеллер Леонидас         |
| ЧМ-1950   | Роке Масполи                          | Эрик Нильссон Хосе Парра Шуберт Гамбетта                                                              | Обдулио Варела Уолтер Бар                                                                            | Альсидес Гиджа Зизиньо Адемир Жаир Хуан Альберто Скьяффино                  |
| ЧМ-1954   | Дьюла Грошич                          | Эрнст Оцвирк Йожеф Божик Хосе Сантамария                                                              | Фриц Вальтер Жозе Байэр                                                                              | Хельмут Ран Нандор Хидегкути Ференц Пушкаш Шандор Кочиш Золтан Цибор        |
| ЧМ-1958   | Гарри Грегг                           | Джалма Сантос Беллини Нилтон Сантос                                                                   | Дэнни Бланчфлауэр Диди                                                                               | Пеле Гарринча Жюст Фонтен Раймон Копа Гуннар Грен                           |
| ЧМ-1962   | Вильям Шройф                          | Джалма Сантос Чезаре Мальдини Валерий Воронин Карл-Хайнц Шнеллингер                                   | Марио Загалло Зито Йозеф Масопуст                                                                    | Вава Гарринча Леонель Санчес                                                |
| ЧМ-1966   | Гордон Бэнкс                          | Джордж Коэн Бобби Мур Висенти Лукаш Сильвио Марсолини                                                 | Франц Беккенбауэр Мариу Колуна Бобби Чарльтон                                                        | Флориан Альберт Уве Зеелер Эусебио                                          |
| ЧМ-1970   | Ладислао Мазуркевич                   | Карлос Алберто Торрес Вилсон Пиацца Франц Беккенбауэр Джачинто Факкетти                               | Жерсон Теофило Кубильяс Бобби Чарльтон                                                               | Пеле Герд Мюллер Жаирзиньо                                                  |
| ЧМ-1974   | Ян Томашевский                        | Берти Фогтс Вим Сюрбир Франц Беккенбауэр Мариньо Шагас Фигероа, Элиас                                 | Вольфганг Оверат Казимеж Дейна Йохан Неескенс                                                        | Роб Ренсенбринк Йохан Кройф Гжегож Лято                                     |
| ЧМ-1978   | Убальдо Фильоль                       | Берти Фогтс Рюд Крол Даниэль Пассарелла Альберто Тарантини                                            | Дирсеу Теофило Кубильяс Роб Ренсенбринк                                                              | Франко Каузио Даниэль Бертони Марио Кемпес                                  |
| ЧМ-1982   | Дино Дзофф                            | Луизиньо Жуниор Клаудио Джентиле Фульвио Колловати                                                    | Збигнев Бонек Фалькао Мишель Платини Зико                                                            | Паоло Росси Карл-Хайнц Румменигге                                           |
| ЧМ-1986   | Харальд Шумахер                       | Жозимар Мануэль Аморос Максим Боссис                                                                  | Ян Кулеманс Феликс Магат Мишель Платини Диего Марадона                                               | Пребен Элькьер-Ларсен Эмилио Бутрагеньо Гари Линекер                        |
| ЧМ-1990   | Серхио Гойкочеа                       | Андреас Бреме Паоло Мальдини Франко Барези                                                            | Диего Марадона Лотар Маттеус Роберто Донадони Пол Гаскойн                                            | Сальваторе Скиллачи Роже Милла Томаш Скугравый                              |
| ЧМ-1994   | Мишель Прюдомм                        | Жоржиньо Марсио Сантос Паоло Мальдини                                                                 | Дунга Красимир Балаков Георге Хаджи Томас Бролин                                                     | Ромарио Христо Стоичков Роберто Баджо                                       |
| ЧМ-1998   | Фабьен Бартез Хосе Луис Чилаверт      | Роберто Карлос Марсель Десайи Лилиан Тюрам Франк де Бур Карлос Гамарра                                | Дунга Ривалдо Микаэль Лаудруп Зинедин Зидан Эдгар Давидс                                             | Роналдо Давор Шукер Брайан Лаудруп Деннис Бергкамп                          |
| ЧМ-2002   | Оливер Кан Рюштю Речбер               | Роберто Карлос Сол Кэмпбелл Фернандо Йерро Хон Мён Бо Алпай Озалан                                    | Ривалдо Роналдиньо Михаэль Баллак Клаудио Рейна Ю Сан Чхоль                                          | Роналдо Мирослав Клозе Эль-Хаджи Диуф Хасан Шаш                             |
| ЧМ-2006   | Джанлуиджи Буффон Йенс Леманн Рикарду | Роберто Айала Джон Терри Лилиан Тюрам Филипп Лам Фабио Каннаваро Джанлука Дзамбротта Рикарду Карвалью | Зе Роберто Патрик Виейра Зинедин Зидан Михаэль Баллак Андреа Пирло Дженнаро Гаттузо Луиш Фигу Манише | Эрнан Креспо Тьерри Анри Мирослав Клозе Лука Тони Франческо Тотти           |
| ЧМ-2010   | Икер Касильяс                         | Филипп Лам Серхио Рамос Карлес Пуйоль Майкон                                                          | Андрес Иньеста Бастиан Швайнштайгер Уэсли Снейдер Хави                                               | Давид Вилья Диего Форлан                                                    |
| ЧМ-2014   | Мануэль Нойер                         | Тиагу Силва Матс Хуммельс Давид Луис Марсело                                                          | Анхель Ди Мария Тони Кроос Хамес Родригес                                                            | Неймар Лионель Месси Томас Мюллер                                           |
| ЧМ-2018   | Тибо Куртуа                           | Рафаэль Варан Тиагу Силва Диего Годин Марсело                                                         | Лука Модрич Филиппе Коутиньо Кевин Де Брёйне                                                         | Килиан Мбаппе Гарри Кейн Криштиану Роналду                                  |
| ЧМ-2022   | Доминик Ливакович                     | Ашраф Хакими Ромен Саисс Йошко Гвардиол Маркос Акунья                                                 | Энцо Фернандес Лука Модрич Софьян Амрабат                                                            | Лионель Месси Букайо Сака Килиан Мбаппе                                     |